# William F. Whiting

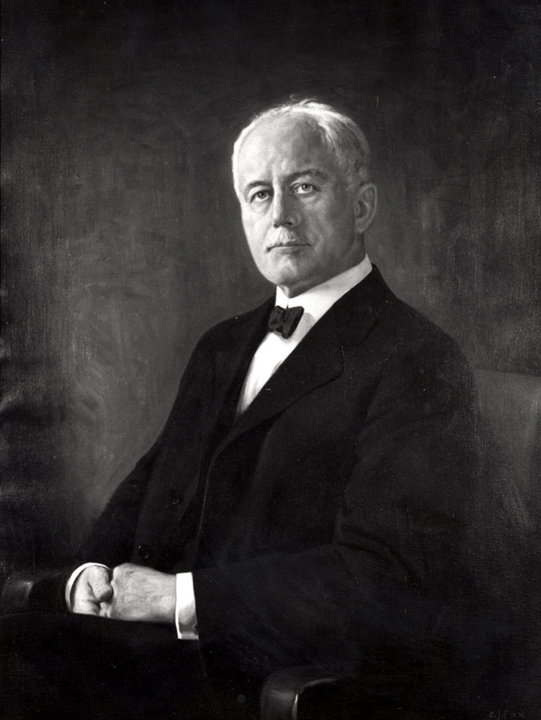
William Fairfield Whiting

William Fairfield Whiting (* 20. Juli 1864 in Holyoke, Hampden County, Massachusetts; † 31. August 1936 ebenda) war ein US-amerikanischer Politiker der Republikanischen Partei, der dem Kabinett von Präsident Calvin Coolidge als Handelsminister (Secretary of Commerce) angehörte.
Der Papierfabrikant Whiting, dessen Vater William zu den führenden Köpfen der Republikaner in Massachusetts gezählt und diesen Bundesstaat zwischen 1883 und 1889 auch im US-Repräsentantenhaus vertreten hatte, war ebenfalls parteipolitisch sehr aktiv. So war er Delegierter für Massachusetts bei den republikanischen Nominierungsparteitagen in den Jahren 1920, 1924, 1928 und 1932. Dabei trat er vor allem 1920 in Erscheinung, als er sich für die Präsidentschaftskandidatur des mit ihm befreundeten Calvin Coolidge einsetzte. Nachdem sich Warren G. Harding die Nominierung gesichert hatte, war es vor allem Whitings Einsatz, der dafür sorgte, dass die Delegierten Coolidge gegen Hardings Willen zu dessen Running mate wählten.
Als Herbert Hoover, seit 1921 Handelsminister, Mitte 1928 zum republikanischen Kandidaten für die Präsidentschaftswahl im selben Jahr gekürt wurde, legte dieser wenig später sein Amt nieder, um sich auf den Wahlkampf zu konzentrieren. Seine Nachfolge im Kabinett Coolidge trat William Whiting an, der diesen Posten bis zum Ende der Amtszeit von Calvin Coolidge am 4. März 1929 behielt und danach wieder aus der Regierung ausschied.